# Garfield (album)
Pour les articles homonymes, voir Garfield.
Albums de Adam Green
Friends of Mine
Garfield est le premier album solo d'Adam Green. Il est sorti en 2002.

## Titres
1. Apples I'm Home - 1:45
2. My Shadow Tags On Behind - 2:28
3. Bartholomew - 3:17
4. Mozarella Swastikas - 3:37
5. Dance With Me - 3:49
6. Computer Show - 3:01
7. Her Father And Her - 2:41
8. Baby's Gonna Die Tonight - 3:00
9. Times Are Bad - 2:36
10. Can You See Me - 4:48
11. <blanc> - 1:02
12. Dance With Me [EP Version] - 3:33
13. Bleeding Heart [EP Version] - 2:03
14. Computer Show [EP Version] - 3:04